# 감문면

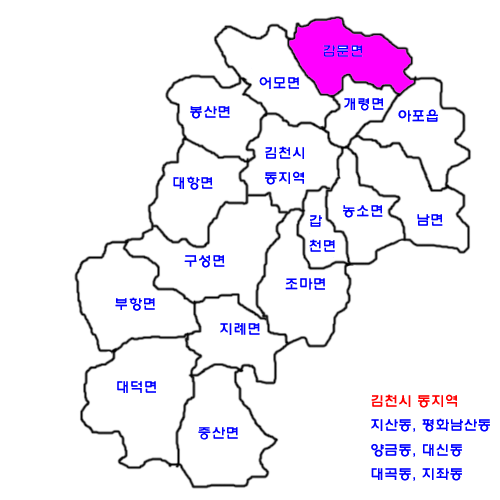
감문면의 위치

감문면(甘文面)은 경상북도 김천시 북부에 위치한 면이다.  

## 개요
김천시의 북부에 위치하며 동으로는 구미시, 북으로는 상주시와 접경을 이루고, 영산인 백운산(해발 618.3m) 자락 곳곳에 산재한 옛 감문소국의 유적들을 고스란히 간직하고 있는 선조들의 얼이 빛나는 충효의 고장이다.    

## 연혁
- 삼한시대 : 감문소국
- 삼국시대 : 감문주
- 통일신라시대 : 개령군
- 고려시대 : 개령군
- 조선시대 : 개령군
- 1914년 3월 1일 : 김천군 위량면과 곡송면으로 개칭

| 조선총독부령 제111호 |                                                                       |
| 구 행정구역          | 신 행정구역                                                           |
| 김천군 위량면        | 위량면 구야동, 금곡동, 금라동, 남곡동, 도명동, 문무동, 송북동, 은림동 |
| 개령군 곡송면        | 곡송면 덕남동, 봉남동, 성촌동, 소재동, 태촌동                         |
| 개령군 북면          | 곡송면 광덕동, 대양동, 보광동, 삼성동                                 |
- 1934년 4월 1일 : 김천군 감문면으로 합면
- 1949년 8월 15일 : 금릉군 감문면으로 개칭
- 1983년 2월 15일 : 행정구역 개편으로 소재·봉남동이 구미시로 편입
- 1995년 1월 1일 : 김천시 감문면으로 개칭 (시,군 통합)

## 행정 구역
| 법정리 | 행정리           | 비고                   |
| ------ | ---------------- | ---------------------- |
| 광덕리 | 광덕1리, 광덕2리 |                        |
| 구야리 | 구야리           |                        |
| 금곡리 | 금곡1리, 금곡2리 |                        |
| 금라리 | 금라리           |                        |
| 남곡리 | 남곡리           |                        |
| 대양리 | 대양1리, 대양2리 |                        |
| 덕남리 | 덕남1리, 덕남2리 |                        |
| 도명리 | 도명리           |                        |
| 문무리 | 문무리           |                        |
| 보광리 | 보광리           | 면 행정복지센터 소재지 |
| 삼성리 | 삼성1리, 삼성2리 |                        |
| 성촌리 | 성촌리           |                        |
| 송북리 | 송북1리, 송북2리 |                        |
| 은림리 | 은림리           |                        |
| 태촌리 | 태촌1리, 태촌2리 |                        |

## 교육
- 위량초등학교 (금라리)
- 곡송초등학교 (폐교) (태촌리)
- 감문중학교 (삼성리)